# Kristína Tormová
Kristína Tormová, rozená Kristína Farkašová (* 1. července 1982 Bratislava) je slovenská herečka.

## Život
Pochází z herecké rodiny, jejím dědečkem byl Ladislav Farkaš a otcem je Boris Farkaš. Vystudovala divadelní dramaturgii na Vysoké škole múzických umění v Bratislavě a DAMU v Praze. Nejdříve se věnovala psaní divadelních recenzí. Od roku 2004 hraje v Radošinském naivném divadle a hostovala v Činoherním klubu. Od roku 2008 moderuje pořad Postav dom, zasaď strom na Slovenské televizi a Cestoviny na TV Markíza.
Za roli Kláry ve filmu Pouta byla v roce 2010 nominována na Českého lva v kategorii ženský herecký výkon v hlavní roli.
Je rozvedená s hercem, skladatelem a zpěvákem Kamilem Mikulčíkem. V červnu 2013 porodila svému expříteli moderátorovi Jurajovi Hajdinovi dvojčata Matildu a Elu. Od roku 2018 je vdaná za Petra Tormu, se kterým čeká dítě.

## Filmografie

### Filmy
- 2005 - Osobní chyba
- 2007 - Poslední plavky
- 2010 - Aj kone sa hrajú
- 2010 - Pouta - Klára
- 2012 - Andělé

### Televizní seriály
- Rodinné tajomstvá
- Ordinácia v ružovej záhrade
- Rádio Fresh
- Vyprávěj
- Nesmrteľní
- Panelák (2008)
- Tajné životy
- Svet podľa Evelyn
- Cirkus Bukowsky
- Som mama

## Knižní tvorba
- FARKAŠOVÁ, Kristína. Som mama. Bratislava: Ikar, 2015. 295 s. ISBN 978-80-551-4442-9.
- FARKAŠOVÁ, Kristína. Stále som mama. Bratislava: Ikar, 2017. 384 s. ISBN 978-80-551-5323-0.